# Portret papeža Julija II.
Portret papeža Julija II. je oljna slika iz let 1511–1512 italijanskega visokorenesančnega slikarja Rafaela. Portret papeža Julija II. je bil nenavaden za svoj čas in je dolgo vplival na papeško portretiranje. Že od začetka svojega življenja so ga posebej obesili na stebre cerkve Santa Maria del Popolo, na glavni poti s severa v Rim, ob praznikih. Giorgio Vasari, ki je pisal dolgo po Julijevi smrti, je dejal, da je »bil tako resničen, da je prestrašil vse, ki so ga videli, kot da bi bil sam živi človek«.
Slika obstaja v številnih različicah in kopijah in dolga leta je veljalo, da je različica slike, ki zdaj visi v galeriji Uffizi v Firencah, izvirna ali prvotna različica, vendar se je leta 1970 mnenje spremenilo. Za izvirnik trenutno velja, da je različica, ki je v Narodni galeriji v Londonu.

## Kompozicija
Predstavitev predmeta je bila za svoj čas nenavadna. Prejšnji papeški portreti so jih prikazovali spredaj ali klečeče v profilu. V tem obdobju je bilo tudi »izjemno« prikazati portretiranca tako očitno v posebnem razpoloženju - tukaj izgubljenega v mislih. Intimnost te podobe je bila brez primere v papeškem portretiranju, vendar je postala model, »kar je postalo praktično formula«, sledila pa ji je večina bodočih slikarjev, vključno s Sebastianom del Piombom in Diegom Velázquezom. Slika je »vzpostavila tip za papeške portrete, ki je trajal približno dve stoletji.« Erika Langmuir pravi, da je »združevanje ceremonialnega pomena in intimnosti tako osupljivo v kombinaciji z Rafaelovo sposobnostjo definiranja notranje strukture stvari skupaj z njihovo zunanjo teksturo«.
Sliko lahko datiramo med junijem 1511 in marcem 1512, ko si je Julij pustil rasti brado v znak žalovanja zaradi izgube mesta Bologna v vojni. Rafael je vključil tudi freske portrete bradatega Julija, ki predstavlja prejšnje papeže, v Rafaelovih sobanah Apostolske palače, v sliki Maša v Bolseni, s portreti njegove hčerke Felice della Rovere in samega Rafaela v isti skupini, in na sliki ki predstavlja jurisprudenco okrog okna v Stanzi della Segnatura, pa tudi v Sikstinski Madoni.
Prvotno je v ozadju visel modro-zlat tekstil, bodisi tkana svila ali vezenina, z zlatimi emblemi v svetlo modrih razdelkih v obliki solz na temno modrem ozadju. Emblemi so bili papeški prekrižani ključi, papeška tiara in morda heraldični hrast Julijeve družine, Della Rovere. To je Rafael prebarval z zelenim blagom, ki ga zdaj vidimo, ki je bilo prebarvano pred letom 1824, da bi dobilo navadno temno ozadje. Tudi fiale stola so oblikovane kot želodi, ki predstavljajo emblem Della Rovere. Prstani s šestimi prsti z velikimi dragulji odražajo še eno od Julijevih obsedenosti, zaradi katere je Michelangelo zapustil njegovo službo.
Po katalogu Narodne galerije iz leta 1901 je »Ta portret večkrat ponovil Rafael ali njegovi učenci. Passavant našteva devet ponovitev ... poleg treh samo glave.« Obstaja možna karikatura za London različica v Palazzo Corsini v Firencah in risba z rdečo kredo v Chatsworth House.

## Izvor
Izvor različnih različic te slike je sestavljen na podlagi dokumentov, analize slik in predhodnih skic. Več kot dve stoletji je prva različica slike ostala skupaj s sliko Madona iz Loreta, najprej v Santa Maria del Popolo do leta 1591, nato v zasebnih zbirkah; nato je bila v začetku 19. stoletja njena lokacija nekaj časa neznana.
Do leta 1970 je veljalo, da je londonska različica slike studijska kopija Rafaelovega originala, za katerega se je verjelo, da je različica v Galeriji Uffizi v Firencah. Leta 1969 je Konrad Oberhuber iz Narodne galerije umetnosti v Washingtonu prosil Narodno galerijo, naj posname rentgenske fotografije njihove različice. Ti so razkrili, da je bilo ozadje slike za stolom v celoti prebarvano, pri čemer je bila skrita inventarna številka iz zbirke Borghese in zeleni tekstil, ki je zdaj viden po odstranitvi prebarve leta 1970. Majhni vzorci barve, odstranjeni med tem čiščenjem, so pokazali, da je tam bilo še zgodnejše obešanje z barvnim vzorcem. Cecil Gould iz Narodne galerije je leta 1970 objavil rezultate raziskave in trdil, da je bil Rafaelov izvirnik ponovno odkrit, pripis, ki je zdaj splošno sprejet. Vendar pa je pripis leta 1996 izpodbijal James Beck v članku v Artibus et Historiae.

### Santa Maria del Popolo
Julij II. je pri Rafaelu naročil to sliko in Madono iz Loreta, ki je prebivala v Santa Maria del Popolo ob vhodnih vratih v Rim. Ko je bila podoba končana, je bila osem dni razstavljena v cerkvi, kamor si jo je prišlo ogledat veliko ljudi. Po besedah Marina Sanuta mlajšega je »bilo kot jubilej, toliko ljudi je šlo tja«.
Za okrasitev Santa Maria del Popolo so pripeljali impresivno paleto renesančnih umetnikov, začenši z Rafaelom. Obe sliki Rafaela, Julija II. in Madone so obesili na stebre med prazniki ali velikimi svetimi dnevi.
Obe sliki, skoraj enake velikosti, se zdi, kot da bi se dopolnjevali. Poleg svojih dimenzij sta imeli obe tudi močno navpično orientacijo. Oči slik so bile spuščene in so dajale kontemplativen občutek. Zdi se, da postavitev in osvetlitev slik kažeta, da so bile mišljene na vsaki strani oltarja v kupolasti kapeli. Zaradi zamenjave lastništva je Madona iz Loreta zdaj v Musée Condé, Chantilly.
Julij je v zadnjem letu svojega življenja naročil Sikstinsko Madono, da bi pokazal, kako Julij ceni Madono, kar je privedlo do seznanjanja slik, kjer svoje oboževanje izkazuje papež, ki kleči pred nogami Device.
Obstaja veliko nasprotujočih si predpostavk o okoliščinah, ki obdajajo zgodovino slike po tem, ko so jo odstranili iz Santa Maria del Popolo, deloma zato, ker je bilo veliko kopij slike in deloma zaradi zamud pri objavi pomembnih dokumentov.

## Kardinal Sfondrati
Leta 1591 je Paolo Camillo Sfondrati, kasnejši kardinal Sfondrati, nečak papeža Gregorja XIV., iz cerkve odstranil Rafaelove slike Julija II. in tisto, kar so kasneje poimenovali Madona iz Loreta. Leta 1608 je slike prodal kardinalu Scipioneju Borgheseju.

## Zbirka Borghese
Slike so bile leta 1693 še vedno zabeležene kot del zbirke Borghese kot majhna inventarna številka 118. Odkritje te številke, ki je bila skrita z barvo, na rentgenskih fotografijah leta 1969 je bil eden ključnih dokazov za primat londonske različice. Ujema se s katalogom slik v Palazzo Borghese v Rimu leta 1693. Slika je domnevno zapustila zbirko med letoma 1794 in 1797, njeno bivališče pa je nato neznano, dokler se leta 1823 ponovno ne pojavi v zbirki Angerstein v Londonu, zato jo je pridobila Narodna galerija leta 1824, sprva katalogizirana kot Rafael, vendar je bila ta atribucija kmalu opuščena za več kot stoletje.